# Zooplàncton gelatinós
El zooplàncton gelatinós (anomenat també gelata) són animals fràgils que viuen en la columna d'aigua en l'oceà. El zooplàncton gelatinós sovint són transparents i tenen cossos molt delicats que són fàcilment danyats o destruïts.
Totes les meduses són zooplàncton gelatinós, però no tots els zooplàncton gelatinós són meduses. Els organismes més comunament trobats en aigües costaneres inclouen ctenòfors, meduses, salpes i quetògnats. No obstant això, gairebé tots els embrancaments marins, inclosos els anèl·lids, mol·luscs i artròpodes, contenen espècies gelatinoses, però moltes d'aquestes espècies estranyes viuen en l'oceà obert i les profunditats del mar i són menys visibles per a l'observador ocasional de l'oceà.

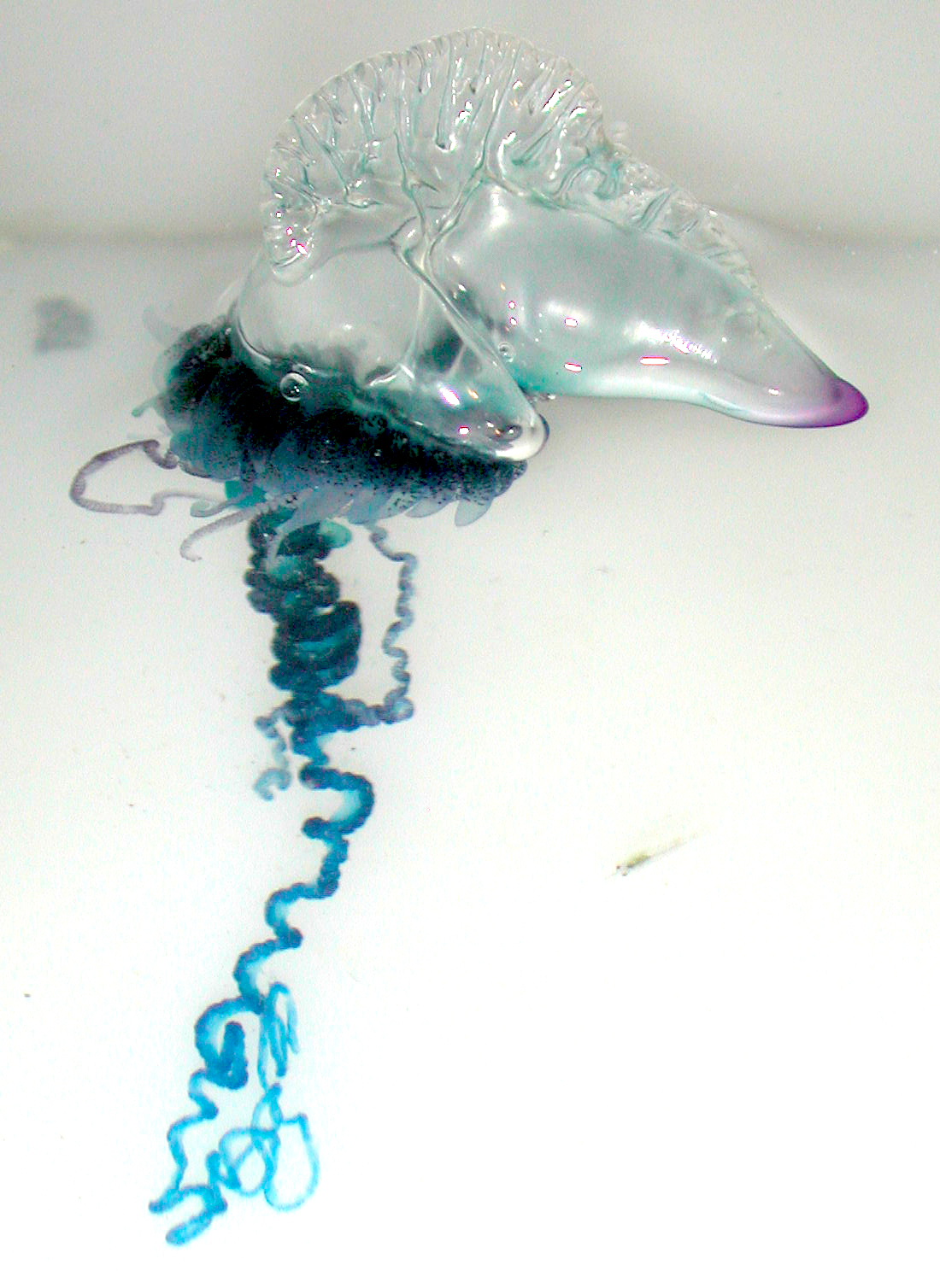
Physalia physalis
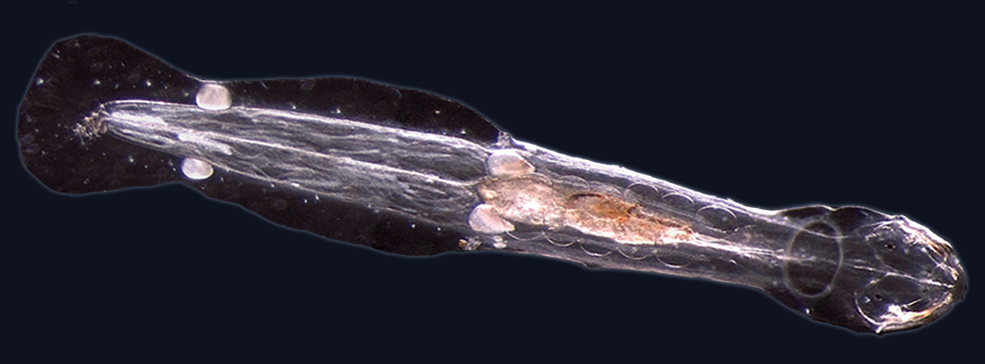
Spadella cephaloptera
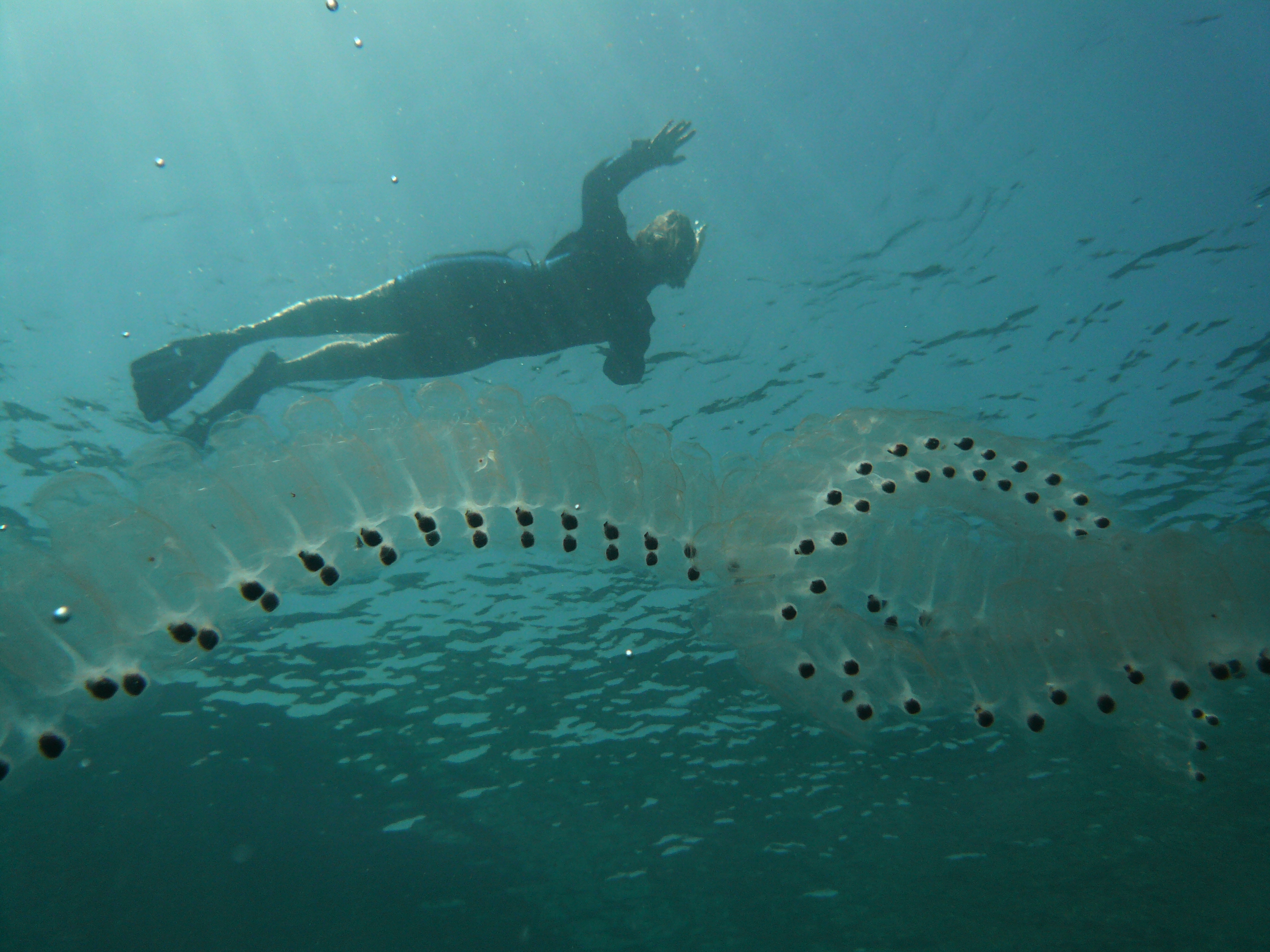
Sàlpid
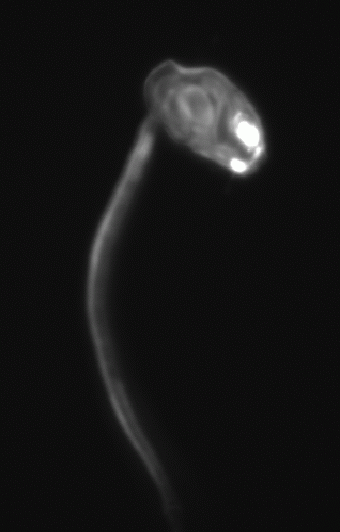
Oikopleura dioica
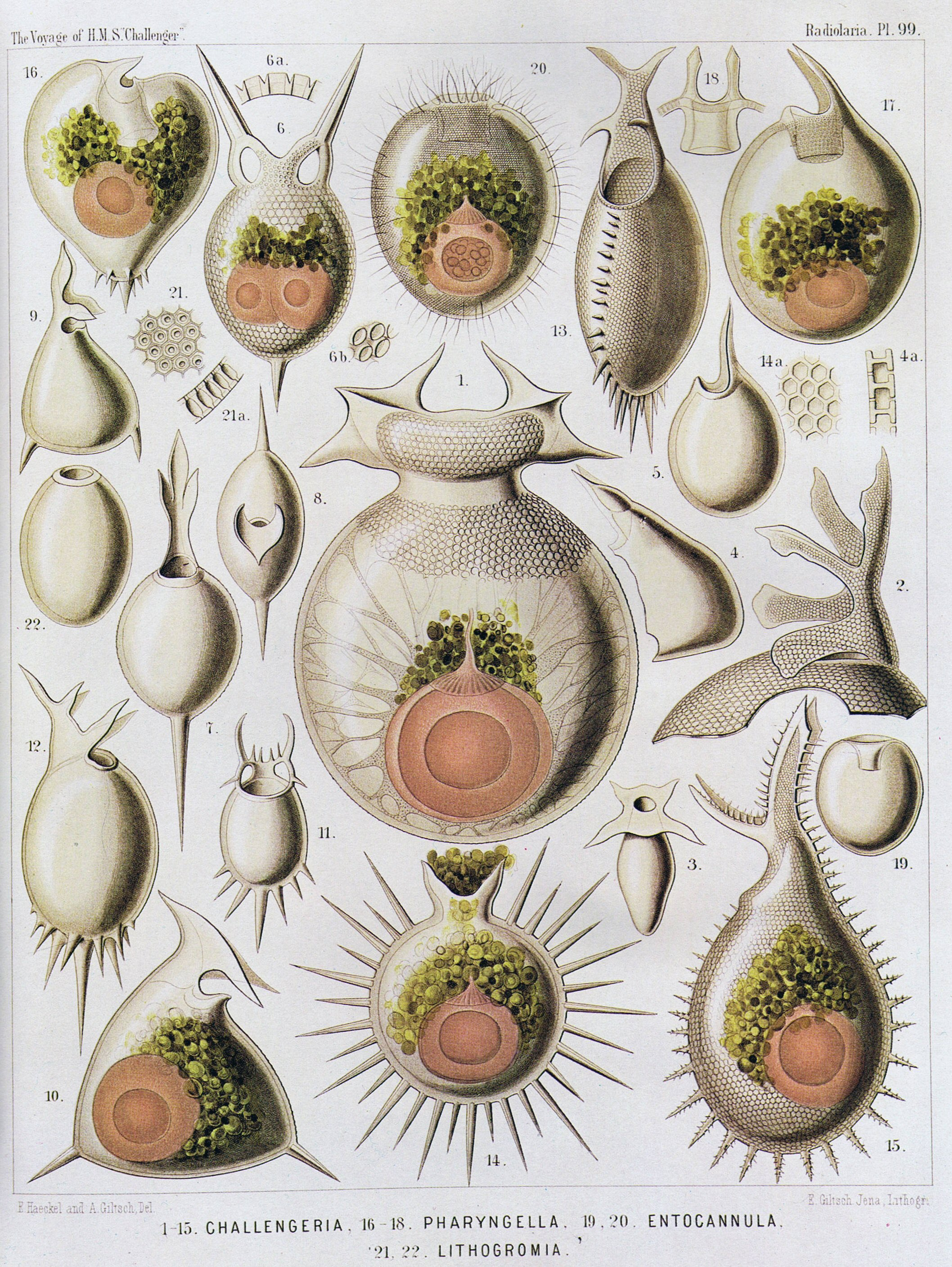
Radiolaria
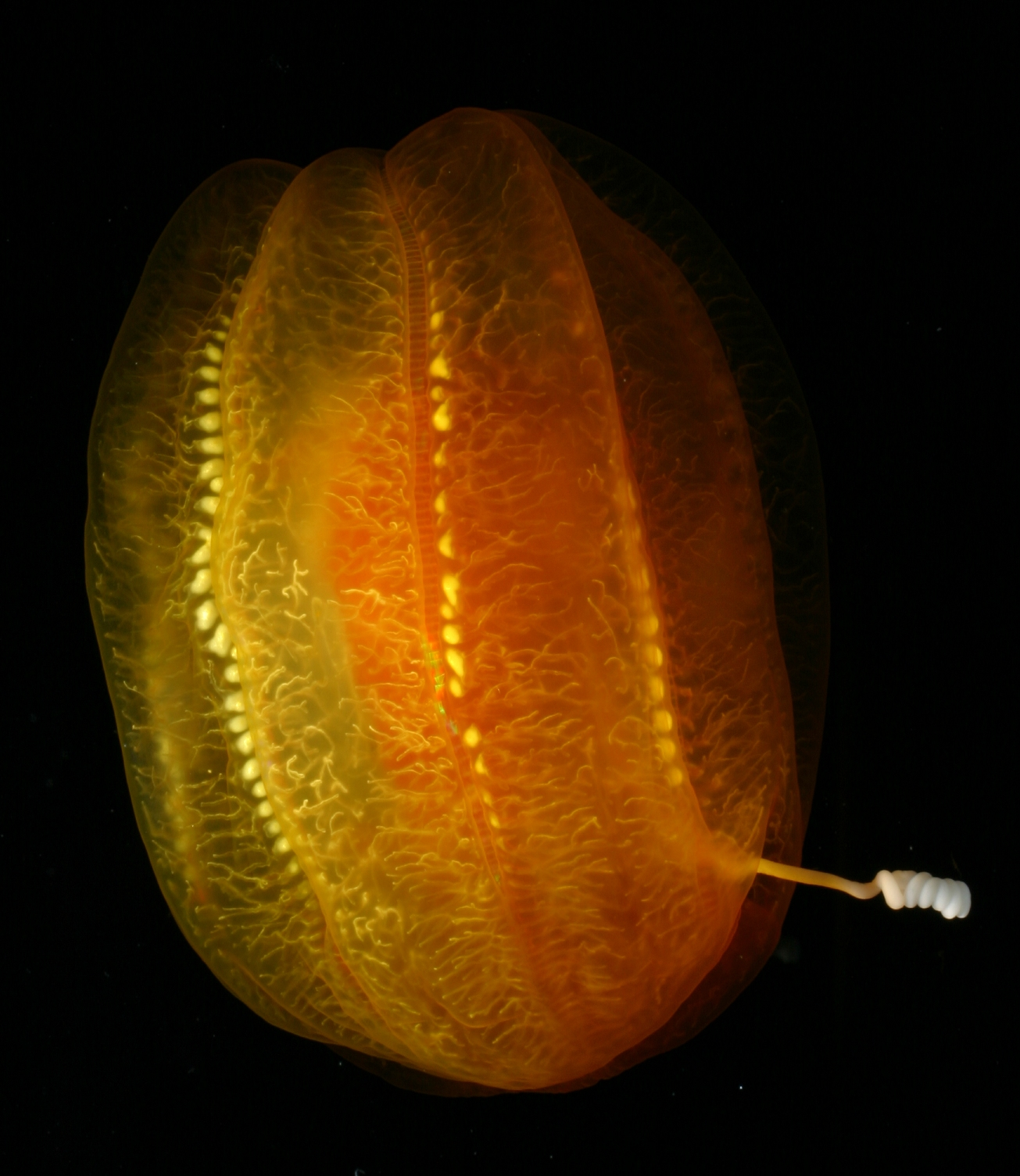
Aulacoctena sp.
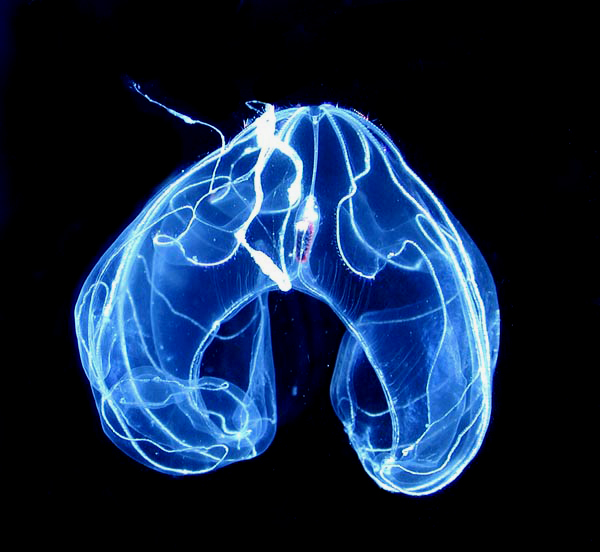
Bathocyroe fosteri